# 王力军收购玉米案
王力军收购玉米案，标准名称为王力军非法经营再审改判无罪案，又称内蒙古玉米案、内蒙古农民收购玉米案，是一起发生于中华人民共和国内蒙古自治区的刑事案件。案件被告人为王力军，因涉嫌非法经营罪受到起诉，于一审中被判决罪名成立。后在最高人民法院的指示下，进行了再审，宣判被告人无罪。这一案件被入选为2017年推动法治进程十大案件，并被列入指导案例，以及2017年人民法院十大刑事案件。

## 案件背景
王力军是内蒙古自治区巴彦淖尔市的一名农民，他通过向周边村镇的农民收购并转卖玉米盈利。根据原国家粮食局《粮食流通管理条例》第九条规定，收购粮食需要办理相关的营业执照以及收购粮食的资格证件，才能从事粮食收购。国家粮食局于2004年推行的《粮食收购资格审核管理暂行办法》中，将这一资格进行了分类，其中年收购量达到50吨以下的不需要资格证即可进行收购。而王力军自2014年开始就收购玉米，将玉米转卖给巴彦淖尔市粮油公司的下属粮库，已超出每年50吨的份额。至他被拘捕前，共经营超过价值20万元的玉米，依靠赚取差价营利6000元。

## 案件初审
2015年初，王力军被向相关部门举报无证经营的行为。2月13日，当地工商行政管理局在填写了受案登记表等文件后，将这一案件交给当地公安局经侦大队受理。3月27日，王力军向当地公安机关自首。后公安机关对此案进行了调查，收集了多位卖玉米给王力军的证人的证词、巴彦淖尔市粮油公司粮库相关的单据和文件以及王力军本人就违法事项的描述。
2016年2月2日，内蒙古自治区巴彦淖尔市临河区人民检察院发起公诉，内蒙古自治区巴彦淖尔市中级人民法院受理了这一案件，并于4月15日判决认定王力军非法经营罪成立，判处有期徒刑一年，缓刑二年，并处罚金人民币二万元。
下表为此案一审相关人员：
| 身份   | 姓名   | 备注                         |
| ------ | ------ | ---------------------------- |
| 审判长 | 温梨   | 临河区法院刑事审判二团队法官 |
| 审判员 | 张利军 | -                            |
| 陪审员 | 王海峰 | -                            |
| 公诉人 | 刘玉明 | 临河区人民检察院检察员       |
| 被告人 | 王力军 | -                            |
| 辩护人 | 王润生 | 山东青银律师事务所律师       |

## 案件再审
2016年9月，国家粮食局出台新的《粮食收购资格审核管理暂行办法》，其中规定了以农民的身份从事粮食收购无需再办理粮食收购许可证。因此最高人民法院对这一案件的裁决进行了复核，认为一审判决为错误判决。根据《中华人民共和国刑事诉讼法》第二百四十三条的规定，指示巴彦淖尔市中级人民法院重新审理此案。基于已有的司法解释，在对案件进行再审后，王力军被宣判无罪。
下表为此案再审相关人员：
| 身份   | 姓名   | 备注                                                 |
| ------ | ------ | ---------------------------------------------------- |
| 审判长 | 辛永清 | 巴彦淖尔市中级人民法院审判委员会委员、审判监督庭庭长 |
| 审判员 | 百灵   | -                                                    |
| 审判员 | 何莉   | -                                                    |
| 公诉人 | 甄磊   | 巴彦淖尔市人民检察院检察员                           |
| 公诉人 | 李颖   | 巴彦淖尔市人民检察院助理检察员                       |
| 被告人 | 王力军 | -                                                    |
| 辩护人 | 王殿学 | 北京京师（天津）律师事务所律师                       |
| 辩护人 | 张雪峰 | 北京京师律师事务所律师                               |

在再审的审议过程中，王力军的行为是否实质上造成社会危害是讨论的要点。此案主要涉及《中华人民共和国刑法》第二百二十五条所规定的非法经营罪，北京师范大学法学院院长卢建平在事后评论称：“简言之，王力军的行为违法但不构成犯罪。这个看似简单的结论其实不简单，因为它是在最高人民法院指令再审之后才得出的， 而由最高法院直接指令再审的案件少之又少，是例外中的例外。”
2018年12月19日，最高人民法院审判委员会决定将此案列为指导案例97号。